# 国学频道
国学频道，原名说文解字频道，是河南广播电视台下属的一个中国语言文字文化的专业数字付费电视频道，国学频道以传播中国语言文字艺术，展现中华文化为宗旨，主要收视对象为热爱中华文化的人群。该台的信号通过中央电视台中数传媒传输平台向全中国传输。

## 主要栏目
- 《中华姓氏》
- 《作者》
- 《妙语声话》
- 《中国古玩》
- 《职场超越》